# Khổng Tuyết Nhi
Khổng Tuyết Nhi (giản thể: 孔雪儿, phồn thể: 孔雪兒, bính âm: Kǒng Xuě Ér, sinh ngày 30 tháng 4 năm 1996) là một nữ ca sĩ, diễn viên và vũ công người Trung Quốc trực thuộc Công ty giải trí Thái Dương Xuyên Hoà. Khổng Tuyết Nhi trở thành thành viên của nhóm nhạc nữ dự án THE9 sau khi giành được thứ hạng 8 chung cuộc trong Chương trình truyền hình thực tế sống còn Thanh Xuân Có Bạn (mùa 2) của kênh iQiyi. Cô còn là cựu thành viên của nhóm nhạc nữ Ladybees được ra mắt vào năm 2016.

## Sự nghiệp
Năm 2012 tham gia cuộc thi ở Hàn Quốc do JYP Entertainment tổ chức và trở thành thực tập sinh chính thức trong 3 năm.
Năm 2015 tham gia show "Đội Thiếu Nữ Ong Mật" phát sóng trên đài Chiết Giang TV và 28 tháng 5 năm 2016 cô chính thức trở thành thành viên "Đội Thiếu Nữ Ong Mật" được ra mắt cùng 6 thành viên: Trương Hi Nhã, Trương Du Nhiên, La Thù Hàm, Hứa Họa Kỳ, Lưu Vũ Hân, Quan Khải Nguyên.
Tháng 6 năm 2015 ra mini album đầu tay "Ladybees", album chủ yếu mang sắc thái phục cổ nhẹ nhàng, gồm 4 bài hát.
Tháng 9 năm 2016 tham gia Music Radio Tôi muốn đến trường học 1200 hành động giúp đỡ do Quỹ Thanh Thiếu Niên, Nhân Dân Trung ương, Đài phát thanh Music Radio đồng tài trợ.
Ngày 11 tháng 2 năm 2017 tại Đêm Hội CCTV có màn trình diễn khiêu vũ. Tháng 3, album đầu tay của nhóm được phát hành "Mật Phong Lãnh GPS". Album gồm 8 bài hát và 1 nhạc đệm.
Ngày 26 tháng 2 năm 2018 đóng một bộ phim ngắn, trong phim là một cô gái đầy nhiệt huyết, thể hiện sự kiên trì dám ước mơ dám thực hiện của tuổi trẻ của IQiyi.
Ngày 12 tháng 3 năm 2020 tham gia chương trình tài năng Thanh Xuân Có Bạn 2 cùng Triệu Tiểu Đường do IQIYI tổ chức. Vào ngày 30 tháng 5 thành công debut ở vị trí thứ 8 của nhóm nhạc nữ The Nine.

## Danh sách phim

### Phim truyền hình/ Phim chiếu mạng
| Năm            | Ngày phát hành | Tựa đề                           | Vai                    | Bạn diễn                                                    | Ghi chú       |
| 2020           | 30/07          | Một Khúc Gỗ (一根木头)           | Đỗ Hân Duyệt           | Trần Xu Quân, Chu Xuyên Quân                                |               |
| 2022           | 14/01          | Tiêu Sái Giai Nhân Đạm Đạm Trang | Tư Nghiên              | Yến Tử Đông, Đặng Vi                                        | Vai chính     |
| 2023           | 30/05          | Thức Đợi Tình Yêu Tới            | Lục Ân Đồng            | Ngô Vũ Hằng                                                 | Vai chính     |
| 2024           | 02/06          | Mặc Vũ Vân Gian                  | Tri Nhan               | Ngô Cẩn Ngôn, Vuơng Tinh Việt,…                             | Khách mời     |
| 2024           | 25/11          | Đấu La Đại Lục 2                 | Chu Trúc Thanh         | Chu Dực Nhiên, Truơng Hinh Dư, Trần Mục Trì,…               | Vai thứ chính |
| 2024           | 06/12          | Cửu Trùng Tử                     | Miêu An Tố             | Mạnh Tử Nghĩa, Lý Quân Nhuệ, Hạ Chi Quang, Nhan An,…        | Vai thứ chính |
| 2025           | 25/4           | Bảng Thượng Giai Tế              | Ân Thục Quân           | Vuơng Tử Kỳ, Lư Dực Hiểu, Vuơng Hoằng Nghị,…                | Vai thứ chính |
| 2025           | 13/5           | Chiết Yêu                        | Trịnh Sở Ngọc          | Tống Tổ Nhi, Lưu Vũ Ninh,…                                  | Khách mời     |
| 2025           | 24/7           | Minh môi thiên thú               | Thi Kha Phật           | Nhậm Hào                                                    | Vai chính     |
| 2025           | 6/8            | Cẩm Nguyệt Như Ca                | Mục Hồng Cẩm (lúc trẻ) | Châu Dã, Thừa Lỗi,…                                         | Khách mời     |
| Chưa phát hành |                | Tử dạ quy                        | Tạ Dao                 | Hứa Khải, Điền Hi Vi                                        | Khách mời     |
| Chưa phát hành |                | Ám Hà Truyện                     | Mộ Tuyết Vi            | Cung Tuấn, Bành Tiểu Nhiễm, Thường Hoa Sâm, Duơng Vũ Đồng,… | Vai phụ       |
| Chưa phát hành |                | Nhiên Suơng Vi Trú               | Lâu Cẩn Du             | Vuơng Ngọc Văn, Điền Gia Thụy, Lý Vấn Hàn,…                 | Vai thứ chính |
| Chưa phát hành |                | Trục Ngọc                        | Du Thiển Thiển         | Truơng Lăng Hách, Điền Hi Vi, Nhậm Hào,…                    | Vai thứ chính |
| Chưa phát hành |                | Bách Hoa Sát                     | Lý Nhạn Hồi            | Mạnh Tử Nghĩa, Hà Dữ                                        | Khách mời     |
| Đang quay      |                | Phong Nguyệt Bất Tuơng Quan      | Dịch Chưởng Châu       | Đặng Vi                                                     | Vai thứ chính |

Phim ngắn

## Âm nhạc

### Album
| Album              | Ngày phát hành | Track list |
| Mật Phong Lãnh GPS | 24/03/2017     | 1. Mật Phong Lãnh GPS (bài hát chủ đề) 2. Bạn Có Yêu Tôi Không? 3. Where To Find You 4. Ngải U 5. Điệp Viên 6. DJ Nói 7. Giữ Lấy 8. Mặt Nạ Nụ cười 9. Where To Find You (Đệm) |
| Ladybees           | 15/06/2016     | 1. Bang Bang 2. Nhảy Cùng Nhau 3. Khích Lệ 4. Ladybees |

### Đĩa đơn
| Phát hành  | Tên                | Ghi chú                              |
| ---------- | ------------------ | ------------------------------------ |
| 01/09/2016 | Nhìn Thấy Tình Yêu | Ca Khúc Chủ Đề của "Tôi Muốn Đi Học" |

## Show truyền hình

### Chương trình truyền hình
| Năm  | Kênh       | Tên chương trình    | Tập           | Ghi chú                                                          |
| 2017 | Bát Đại TV | Giải Trí 100%       | Tập 102       | Khách mời                                                        |
| 2020 | Hồ Nam TV  | Happy Camp          | Tập ngày 29/2 | Tham gia cùng Hứa Giai Kỳ, An Kỳ, Thượng Quan Hỉ Ái, Vương Thanh |
| 2020 | Dragon TV  | Thử Thách Cực Hạn 6 | Tập 12        | Tham gia cùng THE9                                               |
| 2020 | Hồ Nam TV  | Happy Camp          | ―             | Tham gia cùng THE9                                               |

### Chương trình thực tế
| Năm  | Kênh           | Tên chương trình     | Số tập |
| 2016 | Chiết Giang TV | Đội Thiếu Nữ Ong Mật | 12     |
| 2018 | iQiyi          | Vũ Đoàn Nhiệt Huyết  | 12     |
| 2020 | iQiyi          | Thanh Xuân Có Bạn 2  | 24     |
| 2020 | iQiyi          | Let's Party          | 12     |

## Giải thưởng
| Thời gian  | Giải thưởng                            |
| 21/06/2017 | Tiết mục xuất sắc nhất tại Music Radio |

## Hoạt động xã hội
Ngày 2 tháng 6 năm 2016, Khổng Tuyết Nhi cùng Trương Hi Nhã, Trương Du Nhiên, La Thù Hàm, Hứa Họa Kỳ, Lưu Vũ Hân cùng ông Nhậm Hiền Tề đến Ordos tham gia hoạt động từ thiện, thăm trẻ em khuyết tật và gửi quà nhân ngày Quốc tế Thiếu Nhi.
Ngày 3 tháng 6, đến thăm những trẻ mồ côi tại Thiểm Tây.